# طبیعت‌گرایی دینی

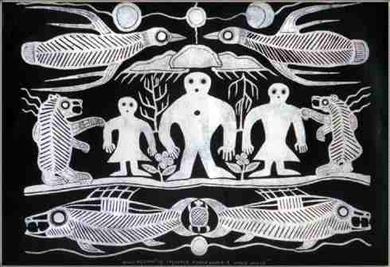
به‌هم‌وابستگی طبیعت یکی از انگاره‌های کلیدی طبیعت‌گرایی دینی است.

طبیعت‌گرایی دینی، رویکردی به معنویت است که خالی از فراطبیعی‌گرایی است. تمرکز روی ویژگی‌های مذهبی جهان/طبیعت، درک آن و پاسخ به آن (تفسیری، معنوی و اخلاقی) است. این‌ها موجب رشد یک اخلاق زیستی می‌شود؛ هر چند این دیدگاه، در میراث باستانی بسیاری از فرهنگ‌های فلسفی، وجود داشته‌است. جنبش مدرن آن، هنوز به خوبی، تعریف نشده‌است. بر طبق برخی از منابع، طبیعت‌گرایی خداباور یا غیر خداباور چشم‌انداز الهیاتی پایه‌ای دین لیبرال و انسان‌گرایی دینی است.

## طرفداران و منتقدان مشهور
- مردخای کاپلان
- استورات کافمن
- پل تیلیخ
- جرج سانتایانا